# Scenedra decoratalis
Espèce
Synonymes
- Pyralis contentalis Walker, 1866[1]
- Pyralis decoratalis Walker, 1866[1]

Scenedra decoratalis est une espèce d'insectes lépidoptères de la famille des Pyralidae que l'on trouve en Australie.